# ميخائيل جاكسون (قسيس)
ميخائيل جاكسون (بالإنجليزية: Michael Jackson)‏ هو قسيس بريطاني، ولد في 24 مايو 1956 في لورغان ‏ في المملكة المتحدة.